# Авдеева, Галина Петровна
Гали́на Петро́вна Авде́ева (род. 10 октября 1941, Кольцовка, Чувашская АССР) — советский и российский чувашский врач. Заслуженный врач Российской Федерации (1992). Заслуженный врач Чувашской Республики.

## Биография
Галина Авдеева родилась 10 октября 1941 года в деревне Кольцовка Вурнарского района Чувашской АССР.
В 1964 году окончила Челябинский медицинский институт (ныне Южно-Уральский государственный медицинский университет). С 1964 по 1965 год работала врачом-педиатром Кольцовской участковой больницы Вурнарской ЦРБ, затем с февраля по июль 1965 года врачом-терапевтом Златоустовской городской больницы. С 1965 по 1969 год — заведующая поликлиникой медсанчасти Каслинского машиностроительного завода.
В 1969 году Галина Петровна поступила в клиническую ординатуру на кафедру госпитальной терапии под руководством профессора, заведующего кафедрой госпитальной терапии, ректора Челябинского мединицского института Даниила Александровича Глубокова
В 1971 году заняла пост ассистента кафедры госпитальной терапии Челябинского медицинского института, а в 1975 году — заведующей терапевтическим отделением Челябинской городской клинической больницы.
Совмещая руководство кафедрой и практическую деятельность, Г. П. Авдеева также активно занималась научной работой в области кардиологии. С 1975 по 1978 год Галина Петровна работала главным терапевтом города Челябинска. С 1979 по 1981 год она являлась заместителем главного врача по лечебной части Республиканской клинической больницы № 1 Министерства здравоохранения Чувашской Республики в Чебоксарах.
Распоряжением Совета министров Чувашской АССР № 621Р от 29 июня 1981 года Министерству здравоохранения ЧАССР было разрешено открыть Республиканский кардиологический диспансер на 100 коек на базе бывшего трахоматозного диспансера. Главным врачом нового учреждения была назначена Г. П. Авдеева. Этот пост она занимала до 2005 года. 16 июня 1983 года, через два года после перестройки здания, диспансер принял первых пациентов.
В 1985 году Хирургическое отделение 1-й городской больницы было перепрофилировано и преобразовано в хирургическое сосудистое отделение на 60 коек и переведено в состав диспансера. Таким образом, кардиологический диспансер, открытый в 1983 году, стал 17-м по счёту в СССР. До создания кардиодиспансера служба была представлена несколькими отделениями для оказания первой и плановой помощи больным с сердечно-сосудистыми заболеваниями.

## Деятельность
Под руководством Г. П. Авдеевой в 1985 году в диспансере были развёрнуты: инфарктное отделение на 60 коек, блок интенсивной терапии на 6 коек с выездной кардиологической бригадой, кардиологическое отделение на 40 коек, поликлиническое консультативное отделение, поликлиническое реабилитационное отделение, отделение хирургии сосудов с операционным блоком, отделение функциональной диагностики и Диагностический дистанционный центр для передачи ЭКГ по телефону. Были также развёрнуты служба лабораторной диагностики, два рентгеновских кабинета, оргметодкабинет. Впервые в Чувашии было создано сосудистое отделение для проведения аортографии, оснащённое аппаратом Хералюкс. Позднее отделение сосудистой хирургии стало базой для развития кардиохирургии в республике.
В 1985 году решением коллегии Министерства здравоохранения Чувашской Республики на диспансерное обеспечение было направлено 14 врачей, окончивших медицинский факультет Чувашского государственного университета. Галине Петровне предстояла большая работа по подготовке кадров кардиологов и сосудистых хирургов. Отмечается, что своим подходом к работе, повседневной деятельностью, личным примером, обучая врачей и медсестёр, работающих под её руководством, она оказала большое влияние на их поведение, подход к работе, этику.
Главный кардиолог республики Галина Авдеева, как председатель научного сообщества кардиологов, применяла различные эффективные методы обучения врачей: еженедельные тематические врачебные семинары, разбор больных на лечебно-контрольных комиссиях, ежедневный анализ амбулаторных карт, проведение историй болезни заведующими отделениями, организация патологоанатомических конференций.
Отмечается, что Г. П. Авдеева за годы своего руководства провела большую организационную работу по повышению качества кардиологической помощи в Чувашской Республике. Обеспеченность квалифицированным персоналом и больничными койками значительно возросла, что сказалось на качественных показателях. Города и районы республики были обеспечены качественной медицинской помощью. В результате была отмечена тенденция к снижению общей смертности от болезней сердца и сосудов. В 1996 году был введён в эксплуатацию кардиохирургический корпус на 120 коек. В то время было прооперировано более 12 000 больных, в том числе было совершено 300 операций на открытом сердце с АИК, более 500 операций на аорте и её ветвях, более 600 коронарографий, 520 имплантаций электрокардиостимуляторов. Кардиологическая служба получила мощный импульс для дальнейшего развития.
Под руководством Галины Авдеевой внедрено более 140 методов. Она является автором более 100 научных работ в области кардиологии. При Авдеевой освоили и внедрили: системный тромболизис при ОИМ, диагностику острого повреждения миокарда тропанином, определение индекса МНО, чреспищеводную эхокардиографию, операции на магистральных сосудах, включая аорту и её ветви, имплантацию кардиостимулятора, операции на открытом сердце с использованием открытой АИК, коронароангиографию, вентрикулографию и стентирование коронарных сосудов; освоено сложное лабораторное оборудование по интероперационному мониторингу.
Была делегатом всемирного, европейского и многих всероссийских конгрессов врачей-кардиологов. Прошла учёбу в Германии, Франции, экономические курсы в Финляндии.
В течение многих лет Галина Петровна являлась депутатом Государственного совета Чувашской Республики.

## Личная жизнь
Муж — Александр Николаевич Авдеев, выпускник Челябинского политехнического института (ныне Южно-Уральский государственный университет). Сын — Дмитрий Александрович Авдеев (1964—2022), кандидат медицинских наук, врач-психотерапевт, преподаватель в институте богословия.

## Награды
- Медаль «Ветеран труда»;
- Медаль «За вклад в реабилитацию воинов-афганцев»;
- Заслуженный врач Российской Федерации (1992);
- Медаль ордена «За заслуги перед Отечеством» II степени;
- Заслуженный врач Чувашской Республики;
- Памятная медаль Института проблем христианского отношения к психическим заболеваниям «За помощь и усердие»;
- Памятный знак энциклопедии «Лучшие люди России»;
- Почётная грамота Чувашской Республики;
- Благодарности Президента Чувашской Республики — дважды.